# Holding a Wolf by the Ears
Holding a Wolf by the Ears ist das vierte Album der Band From Autumn to Ashes. Gleichzeitig ist es das dritte Album, das über das Label Vagrant Records veröffentlicht wurde und es ist das erste Album, bei dem Sänger und Schlagzeuger Francis Mark sowohl die langsamen Parts als auch die Screaming-Parts übernimmt.
Mit dem Songwriting begann From Autumn to Ashes im September 2006. Die Aufnahmen begannen im November 2006.
Veröffentlicht wurde Holding a Wolf by the Ears am 10. April 2007, knapp einen Monat nach der zweiten veröffentlichten EP These Speakers Don’t Always Tell the Truth.
Bis das Album auf dem Markt erhältlich war, veröffentlichte die Band in regelmäßigen Zeitabständen auf dem Album enthaltene Lieder auf der MySpace- und der PureVolume-Seite.
Veröffentlicht wurden folgende Tracks:
- Love It or Left It (Version mit Ex-Shouter Benjamin Perri)
- Deth Kult Social Club
- Everything I Need

Wenige Tage vor der Veröffentlichung wurde das komplette Album bei MySpace zum Hören eingestellt.
Bereits am 17. März 2007 kursierte eine Kopie des Albums im Internet. Es wurde allerdings wegen der schlechten Qualität wieder zurückgezogen.

## Inhalt
Das Album besteht aus 12 Tracks. Love It Or Left It ist der einzige Titel, bei dem Ex-Shouter Benjamin Perri noch mitwirkte. Jedoch wurde der Song für das Album nochmal neu aufgenommen, bei dem Francis Mark auch den kompletten Gesang übernimmt, wie bei allen anderen Liedern des Albums. Reine Balladen wie bei dem Vorgängeralbum Abandon Your Friends sind auf dem Album nicht vorhanden.

## Titelliste
1. Deth Kult Social Club (2:47)
2. On the Offensive (3:42)
3. Recounts and Recollections (3:02)
4. Daylight Slaving (3:38)
5. Delusions of Grandeur (2:58)
6. Sensory Deprivation Adventure (2:53)
7. Every Thing I Need (3:49)
8. Underpass Tutorial (3:20)
9. Love It or Left It (3:13)
10. Travel (3:01)
11. A Goat in Sheeps Rosary (3:47)
12. Pioneers (3:42)

### iTunes
Die Albumversion bei iTunes enthält drei Bonustracks.
1. Hang the Mason (3:54)
2. What Good Is My Virtue (3:42)
3. Y2K (3:31) (Großbritannien, iTunes)

## Musikvideos
- 2007: Pioneers
- 2007: Deth Kult Social Club

## Chartplatzierungen
Das Album verkaufte sich in der ersten Woche über 10.000 Mal und erreichte somit Platz 74 in den Billboard 200-Charts.

## Sonstiges
- Die Titel Deth Kult Social Club und Pioneers sowie der britische iTunes-Bonustrack Y2K sind auch auf These Speakers Don’t Always Tell the Truth enthalten.